# Lista de bandeiras do Benim
A seguir esta uma lista de bandeiras usadas no Benim.

## Bandeira nacional
| Bandeira | Data          | Uso                          | Descrição                                                                                     |
| -------- | ------------- | ---------------------------- | --------------------------------------------------------------------------------------------- |
|          | 1990-Presente | Bandeira do Benim            | Uma bandeira bicolor horizontal de amarelo e vermelho com uma faixa vertical verde no mastro. |
|          | 1990-Presente | Bandeira do Benim (vertical) |                                                                                               |

## Bandeira étnica
| Bandeira | Data        | Uso                | Descrição |
| -------- | ----------- | ------------------ | --- |
|          | ? -Presente | Bandeira de Odudua | Uma faixa tricolor diagonal azul-branco-verde com 16 estrelas douradas circulares de seis pontas e duas faixas vermelhas diagonais mais finas na seção central. Um louro vermelho central envolve o símbolo da coroa de Odudua Obá, com 7 anéis concêntricos. Dentro dos anéis há uma flor de 8 pétalas representando a estrutura social pré-Oduduwa da Yorubaland . Na parte superior da coroa há um nó infinito/Salomão representando integridade e nobreza ou o conceito de ' Omoluwabi'. |

## Bandeiras municipais
| Bandeira | Data        | Uso                    | Descrição                                                       |
| -------- | ----------- | ---------------------- | --------------------------------------------------------------- |
|          | ? -Presente | Bandeira de Cotonu     | Um bicolor vertical de azul e amarelo com uma sereia no centro. |
|          | ? -Presente | Bandeira de Porto Novo | Um campo branco com o brasão do município no centro.            |

## Bandeira política
| Bandeira | Data      | Uso              | Descrição                                                                                      |
| -------- | --------- | ---------------- | ---------------------------------------------------------------------------------------------- |
|          | 1975-1990 | Bandeira da PRPB | Um campo vermelho carregado com uma estrela verde de cinco pontas no cantão superior esquerdo. |

## Bandeiras militares
| Bandeira | Data          | Uso                                            | Descrição |
| -------- | ------------- | ---------------------------------------------- | --- |
|          | 1960-Presente | Bandeira das Forças Armadas do Benim (anverso) | Uma bandeira bicolor horizontal de amarelo e vermelho com uma faixa vertical verde no mastro com o nome das forças armadas para cima e para baixo e uma borda dourada.                     |
|          | 1960-Presente | Bandeira das Forças Armadas do Benim (reverso) | Versão invertida da bandeira anterior. |
|          | 1990-Presente | Bandeira da Polícia Republicana (anverso)      | Uma bandeira bicolor horizontal de amarelo e vermelho com uma faixa vertical verde no mastro com o nome da força policial para cima e para baixo, o emblema no centro e uma borda dourada. |
|          | 1990-Presente | Bandeira da Polícia Republicana (reverso)      | Versão invertida da bandeira anterior. |

## Bandeiras históricas
| Bandeira | Data      | Uso | Descrição |
| -------- | --------- | --- | --- |
|          | 1730-1816 | Bandeira real até o final do século 18 (usada apenas em fortalezas e navios de guerra da coroa) e bandeira nacional a partir de então             | Branco com o brasão de armas do Reino no meio                                                                             |
|          | 1750-1816 | Variante da bandeira real até o final do século 18 (usada apenas em fortalezas e navios de guerra da coroa) e bandeira nacional a partir de então | Branco com o brasão de armas do Reino no meio (variante com um console heráldico circundando o escudo)                    |
|          | 1816-1818 | Bandeira de Portugal | Branco com o brasão de armas do Reino no meio (brasão de armas do Reino Unido de Portugal, Brasil e Algarves)             |
|          | 1818-1859 | A bandeira real do Rei Guezô do Reino do Daomé.                                                                                                   | um campo branco com uma borda vermelha e um elefante no centro.                                                           |
|          | 1859-1890 | Sem bandeira | Rei Glelê não era conhecido por ter usado bandeiras ou estandartes reais.                                                 |
|          | 1890-1894 | A bandeira real do Rei Beanzin do Reino do Daomé.                                                                                                 | Um campo azul claro com o brasão no centro.                                                                               |
|          | 1894-1959 | Bandeira da França (usado em Daomé Francês) | Um tricolor vertical de azul, branco e vermelho.                                                                          |
|          | 1942-1944 | Bandeira da França Livre (Usado em Daomé Francês)                                                                                                 | Um tricolor vertical de azul, branco e vermelho e o Cruz de Lorena no centro.                                             |
|          | 1959-1975 | Bandeira do República do Daomé | Introduzido em 16 de novembro de 1959, depois que o Daomé recebeu o status de semiautônomo dentro do Comunidade Francesa. |
|          | 1975-1990 | Bandeira do República Popular do Benim | Um campo verde carregado com uma estrela vermelha de cinco pontas no canto superior esquerdo.                             |